# 모하메드 무르히트
모하메드 무르히트 (1970년 10월 10일 ~ )는 모로코 출신의 벨기에 육상 선수이다. 그는 1999년 세계 선수권 대회 5000m에서 동메달을 땄다.
그는 1997년에 결혼으로 벨기에 시민권을 취득했다.
그는 2002년에 EPO를 사용해서 선수 자격 정지 징계를 받았다. 선수 자격 정지 징계 기간이 단축된후, 그는 2004년에 현역으로 복귀했다. 이어서, 그는 2005년 헬싱키 세계 선수권 대회 출전 자격을 얻었다.

## 참조
- (영어) 모하메드 무르히트 - 국제 육상 경기 연맹